# 台北孔子廟
台北孔子廟（たいほくこうしびょう）は、台湾の台北市大同区大龍街にある孔子廟。台南孔子廟と並ぶ台湾の代表的な孔子廟。
1875年から1907年まで存在した台北府文廟を前身として、1929年再建。2008年修復。
学業成就を祈る参拝者が多く、ギフトショップや体験型ミュージアムがある観光スポットにもなっている。

## 歴史

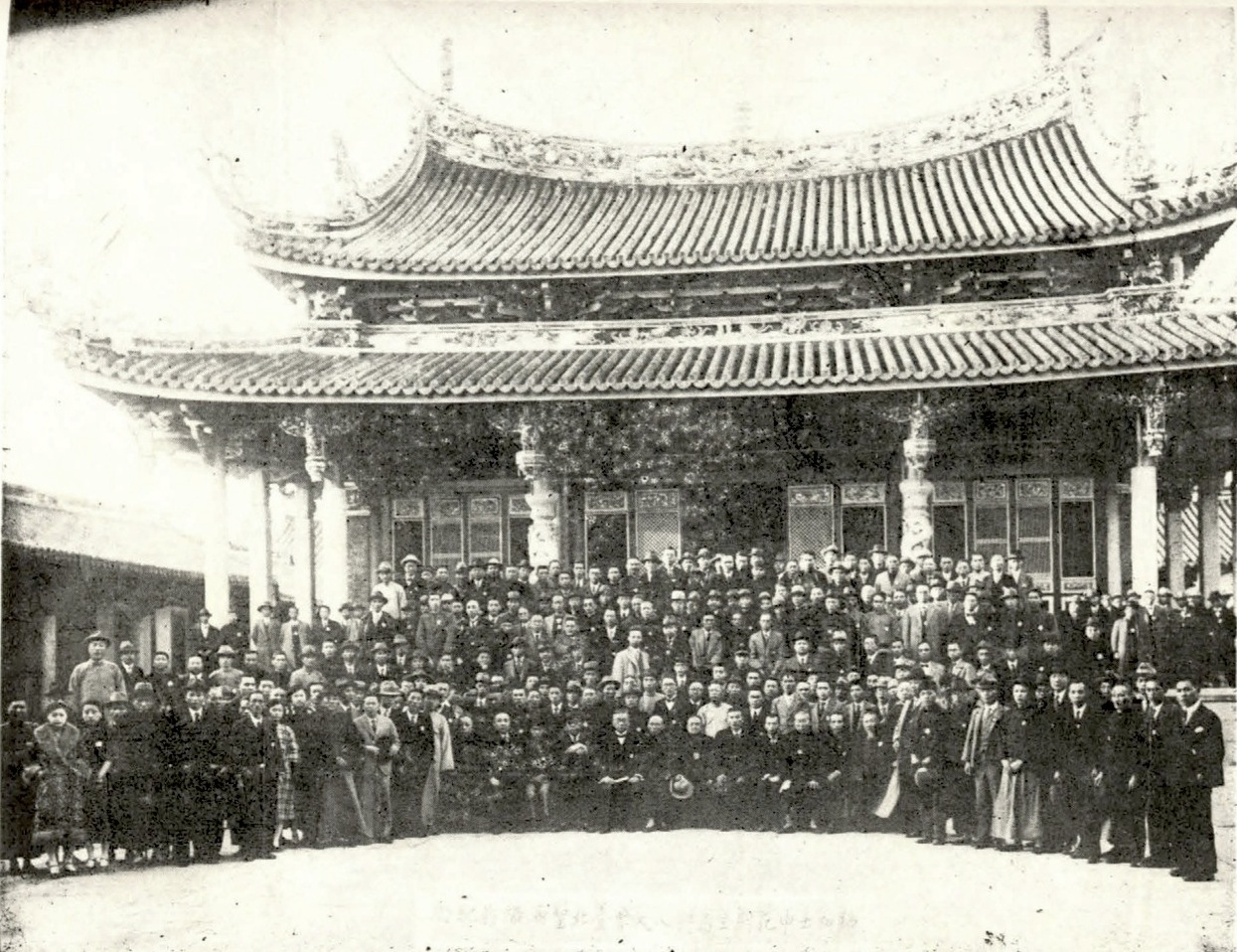
1932年撮影

清朝統治時代の1875年（光緒元年）、前身である台北府文廟が、台北最初の孔子廟として建立された（台湾最初は台南孔子廟）。場所は現在と異なり、台北府城南門そば（文武街）にあった。
日本統治時代、台北府文廟は病院（台北衛戍病院）として転用され、孔子の位牌等は別所に保管された。1907年（明治40年）解体され、跡地は学校（台北第一女子学校と台北第一師範学校）となった。
1925年（大正14年）陳培根・黄賛鈞・辜顕栄・井村大吉らが再建団体を結成し、1929年（昭和4年）着工、1955年（民国44年）竣工した。
中華民国遷台後、台北が首都になると、中華民国の中核的な孔子廟となった。1950年には、蒋介石が「有教無類」の扁額を寄贈した。
1951年、民営から官民合営となり、1972年、大陸の文化大革命に対抗する中華文化復興運動のなかで、「台北市孔廟管理委員会」による官営となった。
2006年、清代台湾の教育家である陳維英が入祀された。
2008年、国民党の馬英九政権下で修復工事が行われた。馬英九は「道貫徳明」の扁額を寄贈した。
2011年、「六芸」がテーマのタッチパネルなどを使った体験型ミュージアムがオープンした。

## 釋奠
釋奠が毎年9月28日（孔子の誕生日、教師節、仲秋）に行われている。
1907年の解体から再建までは、跡地の学校や龍山寺・保安宮の敷地を借りて釋奠が行われた。再建から遷台までは、日本語による「読祝」や、戦中の湯島聖堂に倣った神道式の祭礼が行われた。
遷台後は、台北市長が「正献官」（主祭）を務め、総統代理が上香に参加するのが定例となっている。2008年の釋奠では、国民党の馬英九が歴代総統で初めて出席・上香した。
1970年前後の中華文化復興運動のなかで、祭礼様式が制定された。1975年に再建された沖縄の久米至聖廟は、台北孔子廟の祭礼様式の影響を受けている。

## ギャラリー
- 釋奠
- 黌門
- 欞星門
- 泮池
- 大成殿内（孔子の位牌、蒋介石と馬英九の扁額）
- 弘道祠内（陳維英の位牌）
- 展示
- 明倫堂
- Q版孔子
- 台北府文廟跡

## 周辺施設
- 圓山駅
- 大龍峒保安宮
- 大龍街（中国語版）夜市